# Mount Kologet
Mount Kologet ist ein 1963 m hoher Berg in der kanadischen Provinz British Columbia. Er liegt nördlich des Kispiox River und gehört zu den Skeena Mountains, einem Teil der Interior Mountains. Mount Kologet wurde nach einem indianischen Häuptling benannt.

## Flugzeugabsturz
Am 13. Februar 1950 stürzte ein strategischer Langstreckenbomber des Typs Convair B-36B des Seventh Bomb Wing der US-Luftwaffe während einer Übungsmission ab. Die Besatzung warf den nicht mit nuklearem Material geladenen Sprengkörper über dem Pazifik ab und sprengte ihn in der Luft. Anschließend verließen sie das nicht mehr flugfähige Flugzeug und schickten es auf einen Kurs auf das offene Meer. Im Jahr 1953 wurde das Wrack des Bombers zufällig während der Suche nach dem Flugzeug eines vermissten Millionärs am Mount Kologet gesichtet. Im August 1954 erreichte ein Trupp der US-Luftwaffe das Wrack in der kanadischen Wildnis, barg wichtige Komponenten und sprengte das Flugzeug anschließend.